# Slottsholmen, Malmö

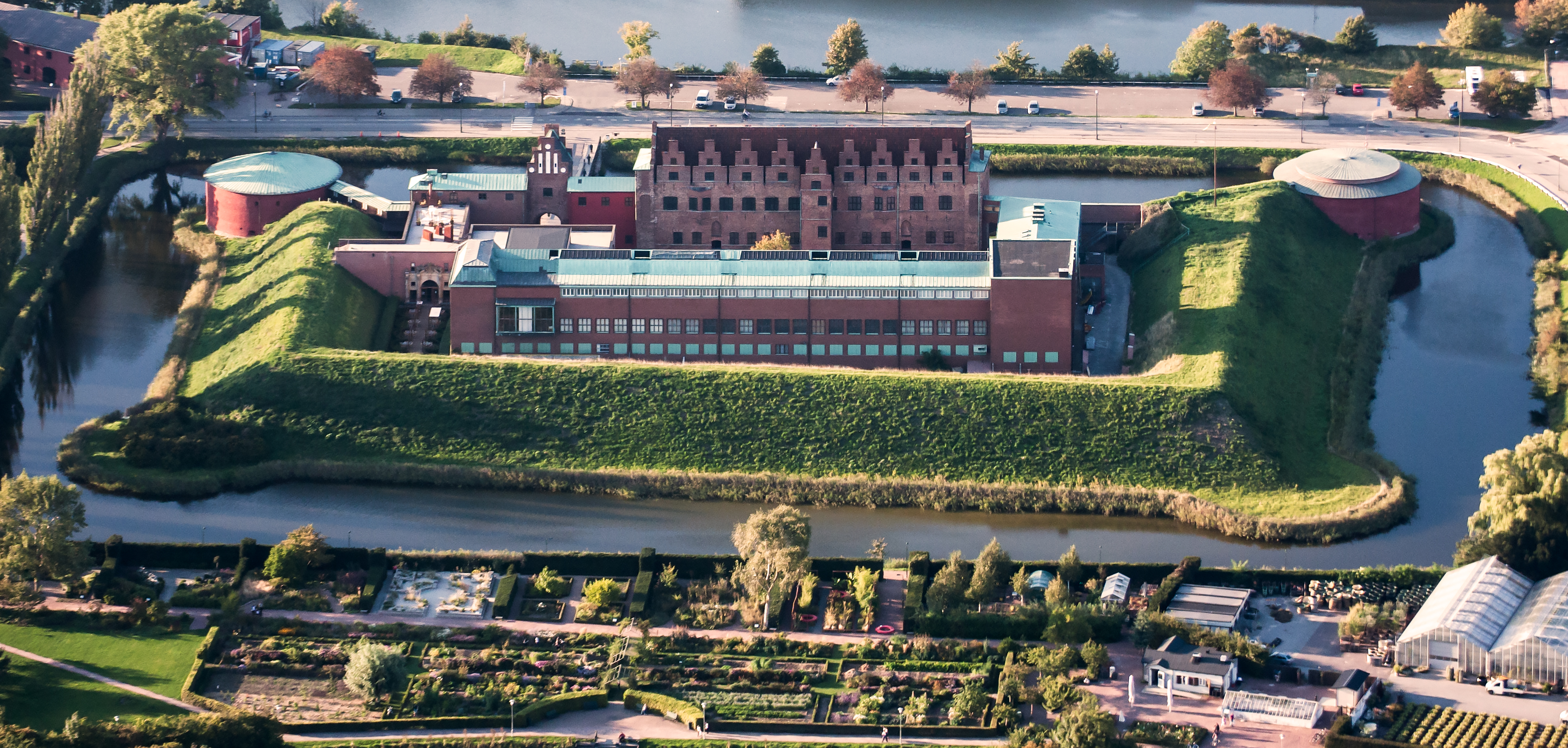
Slottsholmen med Malmöhus slott.

Slottsholmen ligger vid Malmöhusvägen i centrala Malmö. Den är omgiven av en vallgrav. På Slottsholmen ligger delar av Malmö Museer såsom Malmöhus slott samt de museibyggnader som stod klara 1937 då museet invigdes. Även Malmö konstmuseum återfinns i lokalerna på Slottsholmen.